# خورشیدگرفتگی ۲۸ ژوئیه ۱۸۵۱
خورشیدگرفتگی ۲۸ ژوئیه ۱۸۵۱ (به انگلیسی: Solar eclipse of 28 July 1851) یک خورشیدگرفتگی از نوع خورشیدگرفتگی کامل بود. این خورشیدگرفتگی در تاریخ ۲۸ ژوئیه ۱۸۵۱ روی داد که زمان اوج آن، ساعت ۱۴:۳۳:۴۲ به‌وقت ساعت هماهنگ جهانی بوده‌است. مدت‌زمان و طول این خورشیدگرفتگی ۰۳ دقیقه و ۴۱ ثانیه بود.